# Dave Reavis
David Craig Reavis (Nashville, 19 giugno 1950) è un ex giocatore di football americano statunitense che ha militato nel ruolo di offensive lineman nella National Football League (NFL).

## Carriera
Reavis fu scelto nel corso del quinto giro (105º assoluto) del Draft NFL 1973 dai Pittsburgh Steelers ma iniziò a giocare solo l'anno successivo, vincendo subito il Super Bowl e bissando il successo l'anno successivo. Nel 1976 passò ai neonati Tampa Bay Buccaneers con cui disputò il resto della carriera, fino al 1983.

## Palmarès

### Franchigia
- Super Bowl : 2

Pittsburgh Steelers: IX, X
- American Football Conference Championship: 2

Pittsburgh Steelers: 1974, 1975